# Contea di Cheatham
La contea di Cheatham in inglese Cheatham County è una contea dello Stato del Tennessee, negli Stati Uniti. La popolazione al censimento del 2000 era di 35 912 abitanti. Il capoluogo di contea è Ashland City.